# K1 (戦車)
K1は、アメリカのクライスラー(後に軍事部門が売却され現:ジェネラル・ダイナミクス・ランド・システムズ)の設計のもと韓国･ヒュンダイロテムで製造・近代化改修された韓国軍主力戦車のシリーズであり、K2戦車が戦力化された2020年代初頭においても韓国軍の中核的装甲戦力である。

## 概要
クライスラーが開発した原型となるM1エイブラムスの設計を色濃く受け継いでいるものの、山岳地帯の戦闘を想定し軽量化し機動性を向上するとともに、油気圧式のHSUとトーションバーのハイブリッドサスペンションを採用する事による姿勢制御機能により高俯仰角を得ることができ、これにより起伏の激しい山岳地帯において車体を隠したハルダウン射撃や高所に対する高仰角射撃による戦闘を実施する事が可能である。
後述する通り、シリーズ原型のK1はFCS制御の105㎜ライフル砲、初期型の複合装甲の装備など初期型M1エイブラムスに準じた最初期型第3世代戦車の特徴を備え、近代化改修により主砲口径の増大や複合装甲の換装、C4I機能の強化などが行われている。
シリーズ総生産数は1,500両超であり、約2,200両の韓国保有戦車の半分以上を占める数的主力となる。
| バリエーション      | K1                               | K1E1                                             | K1A1                        | K1A2                                             |
| ------------------- | -------------------------------- | ------------------------------------------------ | --------------------------- | ------------------------------------------------ |
| 主砲                | K68 105mmL51ライフル砲 (47発)    | K68 105mmL51ライフル砲 (47発)                    | KM256 120mmL44滑腔砲 (32発) | KM256 120mmL44滑腔砲 (32発)                      |
| 就役                | 1988年～                         | 2014年～                                         | 2001年～ 2022年             | 2014年～                                         |
| 製造数              | 計1,027両                        | 計1,027両                                        | 計484両                     | 計484両                                          |
| 車長潜望鏡          | VS-580                           | KCPSA1                                           | KCPS                        | KCPS                                             |
| 砲手潜望鏡          | 初期型445両GPSS 後期型582両GPTTS | 初期型445両GPSS 後期型582両GPTTS                 | KGPS                        | KGPS                                             |
| 主装甲              | M1戦車用SAP                      | M1戦車用SAP                                      | KSAP複合装甲                | KSAP複合装甲                                     |
| 全長× 全幅× 全高(m) | 9.67×3.60×2.25                   | 9.67×3.60×2.25                                   | 9.71×3.60×2.25              | 9.71×3.60×2.25                                   |
| 重量                | 51.1トン                         | 51.5トン                                         | 53.2トン                    | 53.2トン                                         |
| 最高速度            | 65km/h                           | 65km/h                                           | 60km/h                      | 60km/h                                           |
| C4ISR               | 無線のみ                         | 敵味方識別装置 自己位置共有機能 敵目標共有機能等 | 無線のみ                    | 敵味方識別装置 自己位置共有機能 敵目標共有機能等 |

## 設計

### 火力
主砲

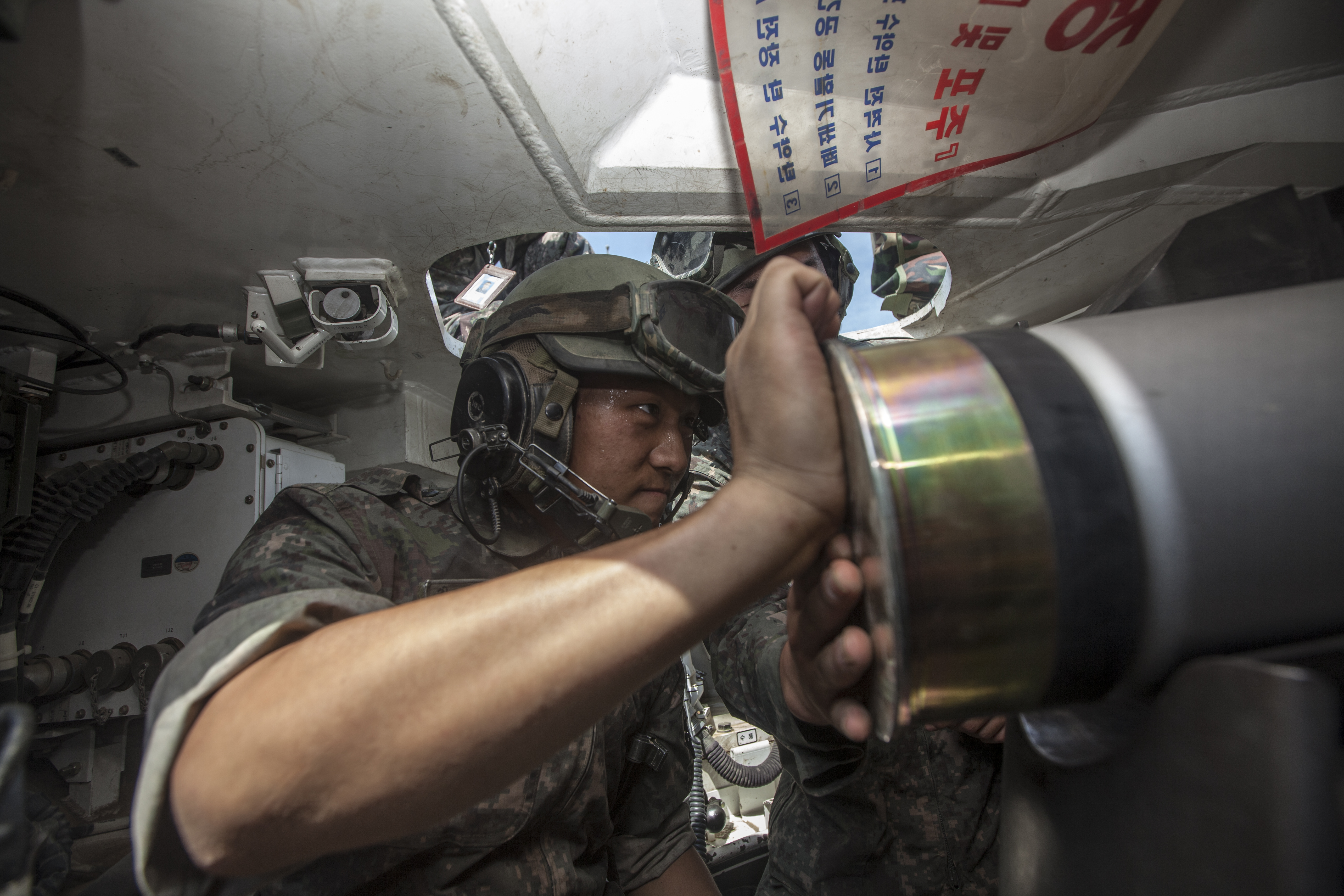
120㎜砲弾を装填するK1A1装填手

- K1/K1E1…K68 51口径105mmライフル砲[注 1]
- K1A1/A2…KM256 44口径120mm滑腔砲[注 2]。有効射程は約2000m[12]

それぞれNATOの代表的な105㎜砲、120㎜砲をライセンス生産したものであり、砲システムとして自動装填装置を有さず、装填手による手動装填となる。
車長用潜望鏡
- K1…フランスSFIM社（現サフラングループ）製[13]VS-580[14][注 3]
- K1E1…KCPSのサーマルセンサーを第3世代型に改良したKCPSA1を装備[5][14]
- K1A1/A2…SAMSUNG THALES（現Hanwha Systems[15] ）製KCPS（Korean Commander's Panoramic Sight）[16][14]を装備しており、第2世代型サーマルセンサーを備え、360度旋回可能で府仰角は±35度、昼夜兼用の3倍/10倍切り替え式となる[17]

砲手潜望鏡
- K1/K1E1初期型445両…ヒューズ社（現レイセオン）製GPSSを装備[18]、サーマル機能無し[7]
- K1/K1E1後期型582両…テキサス・インスツルメンツ社（防衛事業は現レイセオン）製GPTTS(Gunner's Primary Tank Thermal Sight)[14]をサムスン電子にてライセンス生産[19]、サーマル機能有り
- K1A1/A2…国防科学研究所で開発[13]、SAMSUNG THALESで製造されサーマル機能を持つKGPS（Korean Gunner's Primary Sight）[14][20]

副火器
主砲同軸に7.62mm M60E2機関銃、装填手ハッチに7.62mm M60D機関銃が搭載されている一方、車長用には.50口径（12.7mm）K6重機関銃が搭載されている。砲塔前方の両側には6連装発煙弾発射基盤がそれぞれ配置されている。
火器管制システム
- K1…横風センサー等を含む多数のセンサーを搭載した16bit弾道コンピュータをのGeneral Dynamics Canada製デジタル式射撃指揮装置を有し、静止目標・移動目標問わず射撃可能である事に加え、行進射撃能力を有する[4]。
- K1A1…搭載コンピュータをSAMSUNG THALES製KBCSに換装[21]、32bitとなり処理能力が向上[4]。

### 防護力
受動装甲
- K1/K1E1[注 4]については米国M1戦車の複合装甲[注 5]をベースに開発されたSAPを直輸入して装着している[25][注 6][10][注 7]。
- K1A1/A2については韓国Samyang Comtech社が開発した非拘束式セラミック複合装甲の[注 8]の「KSAP」を装備している[27][25]。

防弾鋼板については米国製となる。また、砲塔側面の雑具箱は空間装甲の効果を期待されている
K1E1/A2までの正面装甲厚は、輸入品の初期型複合装甲でRHA換算400～500mm水準、国産複合装甲でRHA換算600mm水準とされている。このため、韓国軍内部資料によれば、北朝鮮が使用する貫徹力RHA600～800㎜相当のBulsae-4（火鳥4）対戦車ミサイルに対しては全K1系列戦車の正面装甲及び側面装甲が貫徹される恐れがあると報告されている。
CBRN防護システム
M8A1警戒システムとM13A1ガス除去粒子フィルタで構成される。
その他
エンジン室及び乗員室に自動ハロン火災消火装置及び火災検知装置を備える。

### 機動力
動力
STXengine社がライセンス生産するMTU製1200馬力のMB871 Ka-501ディーゼルエンジンに、HYUNDAI TRANSYS社（旧Hyundai Dymos社）がライセンス生産するZF製SLG 3000トランスミッション（前進4弾、後退2段）を搭載しており、K1の0-32km/hまでの加速時間は9.4秒となる。
サスペンション
1番、2番、6番転輪に油気圧サスペンションを、残りの3番、4番、5番転輪はトーションバーを装備しており、トーションバーと油気圧サスペンションからなるハイブリッドサスペンションシステムを有している。このため、俯仰角を＋20度～－10度まで確保可能である。
地形走破性

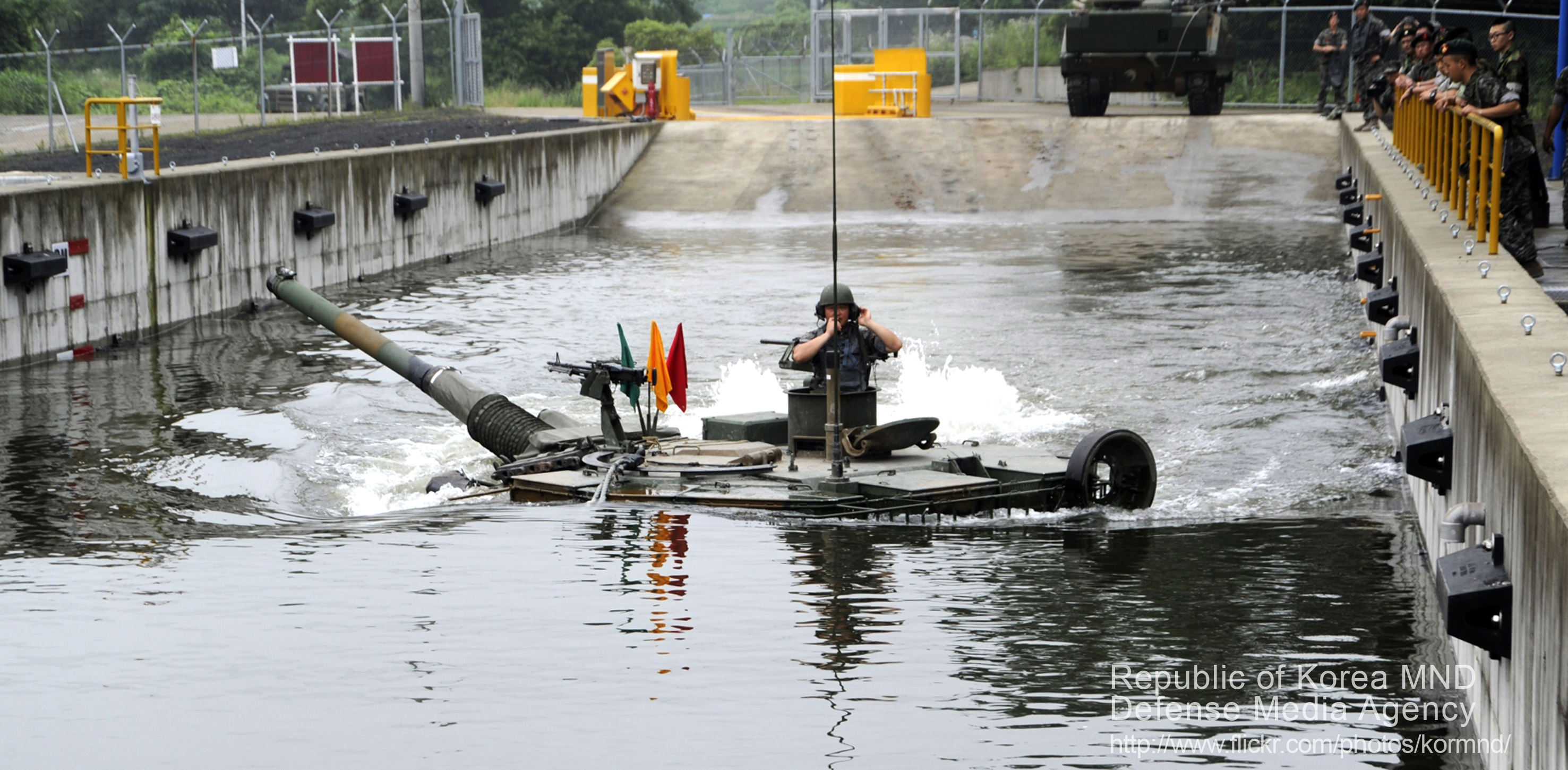
潜水渡渉するK1戦車

K1は前方傾斜60%、側面傾斜は30%まで登板が可能である事に加え、高さ1mの垂直障害物を乗り越え、幅2.74mの塹壕を超壕することができる。また、潜水渡渉キットを装着すれば最大2.2mの深さの河川の渡渉が可能であり、装備がない状態でも1.2mの水深まで渡渉が可能である

## 開発
K1の開発
朝鮮戦争当時、戦車を保有しなかった事で北朝鮮軍のT-34戦車への対抗が困難であった事から、国産戦車を保有する事は韓国の宿願であった。韓国陸軍は、創設以来M47/M48などのアメリカ製戦車を主力戦車として運用してきた一方、国境を接する北朝鮮の朝鮮人民軍陸軍は、115mm滑腔砲を装備するT-62を「天馬号」の名でライセンス生産するなど戦車部隊を強化しており、M47/M48ではT-62では未だに戦力的に劣勢であると考えられていた。当初、韓国軍はM60A1を導入を検討したが、同戦車ではT-62に対し圧倒するのは困難と判断したため、ドイツよりレオパルト1をライセンス生産しつつ、戦車開発技術を蓄積する計画を推進した。
1971年、アメリカは在韓米軍より第7師団を撤収させるなど規模を縮小したため、戦車戦力増強が急務となった、
1975年7月、ADDによる韓国国産戦車開発計画が開始、1976年、開発を民間メーカー主導に変更
1976年、朴正煕政権は国防科学研究所（ADD）に「戦車管理部」を設立、予備研究を開始した。この際、ADDは1974年6月にM48戦車のM48A5戦車への、1976年5月M48A1戦車のM48A3/A5戦車への近代化改修事業に着手し、戦車関連の技術蓄積を図った。
しかしながら、当時の技術力では韓国国産戦車開発は不可能と判断、外国との技術協力やライセンス生産を通じて韓国軍向け戦車を導入するよう検討し、米国のM60A1、ドイツのレオパルト1などについて交渉を開始したものの、アメリカからはM60A1の少数ライセンス生産の真意に疑問を抱かれ拒否され、またレオパルト1のライセンス生産についてはドイツ政府がNATO域外国家への輸出に難色を示したため断念する事となった。このため、韓国国防部は外国からの技術支援を導入し、当時米独で配備が始まったばかりのM1エイブラムスやレオパルト2水準の第3世代戦車を開発するという計画に変更した。
1978年7月、米韓政府間において新型戦車開発に係る基本了解覚書(MOU)を締結、MOUの概要は以下の通り
- 新型戦車（K1）又はその派生型を第三国へ移転するためには米国政府の承認を必要とする
- 韓国陸軍用生産車両についてロイヤリティは発生しない[8]が、第三国への輸出時に米国に支払うロイヤリティは完成車両1両あたり5万ドルとする
- 米韓両国の同意でもって内容の改定は可能であるものの[8]、覚書の期限については設けず、永続的なものとする

1980年、開発を再びADD主導に変更、同年8月クライスラー社（後のGDLS社）と概念設計契約について協議を開始、クライスラーから「KM1」という戦車案を提案
1982年12月1日、米韓政府の間で試作戦車KM1あらためROKIT（Republic of Korea Indigenous Tank）×2両の開発契約が締結・発効
ロールアウトした試作戦車XK1は米GDLS社の社内試験及び米陸軍アバディーン性能試験場での試験評価を実施、1984年9月に試作戦車が韓国軍に納入された。なお、この際開発されたXK1 PV-1は主に車体の装甲試験を、XK1 PV-2は砲塔の火力性能について試験を行った。
1983年、ヒュンダイロテムが量産事業者に選定
1984年9月から実用試作戦車5両の製造が開始、試作戦車から実用試作までの間に、米国製TCM AVCR-1790エンジンで問題が発生したため、エンジンはドイツ製MTU MB871 Ka-501エンジンに換装され、これのライセンス生産を実施する事となった。
1985年、実用試作車が完成、メーカー検査を経て納入、韓国陸軍及びADDによる試験が開始された。
1986年、砲手潜望鏡のライセンス生産を打診したところ、ヒューズ社がGPSSの価格を2倍に吊り上げたため、テキサス・インスツルメンツ（TI）社製GPTTSのライセンス生産へと切り替えた。
1987年、TI製GPTTSにレーザー測距が不可能となる不具合が発生、TI社及びADDによる不具合対策を開始、160億ウォンかけた不具合対策の改良によりK1への搭載は1991年以降となった。最終的に、1993年の公開試験において問題の解決及びGPTTSのGPSSへの性能上の優位性を確認した。その間ヒューズ社製GPSSの調達が継続され、結局ヒューズ社製GPSS搭載のK1戦車は445両となった。
1987年9月18日、全斗煥大統領（当時）は新型戦車を「88戦車」として発表、命名の理由について、大統領は「歴史的な88年ソウルオリンピックを記念するとともに、オリンピックを妨害しようとする北朝鮮の策動を粉砕するという固い意志の表現で付けたもの」と説明した。
1988年12月19日、各種試験を終了し開発完了、戦闘適合判定を獲得し正式に採用された。K1戦車は初期ロット210両、それ以降年産100両で生産され、合計1027両が4コ機械化歩兵師団と3コ装甲旅団に配備された。価格は1両25億ウォンだった。
K1A1の開発
1990年代、韓国は北朝鮮がT-72を大量に輸入した情報を入手し、T-72相手ではK1戦車の105mmライフル砲では威力不足が懸念された。韓国において、北朝鮮のT-72が持つと予想される装甲戦力の脅威予測及び湾岸戦争での戦車戦の教訓から、既存戦車の性能向上及び新型戦車の開発の必要性が提起された。なおこの際新期開発された方の戦車がK2戦車となる。
設計段階で120mm砲の搭載を想定していないK1に対し120mm砲を搭載するため、機動性の低下、砲弾搭載数の減少、居住性の悪化等のデメリットが発生しているが、K2の開発難航に備えた保険として開発された。
ADD主導でK1性能向上のための設計を開始、120mm砲搭載のため砲塔を新規設計するとともに、特殊装甲KSAP（Korean Special Armor Plate）、FCS、砲手潜望鏡等の主要コンポーネントの開発も開始した。
1992年、ADDはK1戦車用砲手潜望鏡開発に着手、1996年にラマンレーザー測距器装備のKGPSが完成、K1A1試作車両に搭載され各種試験を実施したのち採用された
1996年、K1A1試作車両をロールアウト、試験評価を実施し、1998年6月に戦闘適合判定を獲得し量産開始、2001年12月、陸軍20師団を皮切りに配備を開始した。なお、K1A1量産開始時点での国産化比率は67%だった。価格は1両44億ウォンとなる。
K1E1の開発
2010年頃、1980年代後半に就役したK1戦車についてオーバーホールにより寿命延長を施してはいたものの、就役から30年間の運用により性能が陳腐化しつつあったため、2014年以降、K1及びK1A1を対象にオーバーホール時期に併せた近代化改修を行い、K1E1及びK1A2へとアップグレードする計画を策定した。Eは「Enhanced」を意味する。
2014年、オーバーホールに入庫した1988年製造の初期ロット車2両を5～6ヶ月かけて近代化改修を実施、同年7月にK1E1がロールアウトした。
K1A1とあわせて年間約100両がオーバーホールを受けている
2026年までに、総事業費1469億ウォンをかけてK1全車両をK1E1へ近代化する
K1A2の開発
2006年4月、K1A1の性能向上改修の実施が決定された。
改修要領については、2014年以降にオーバーホール時期となるK1A1に対して実施する事となり、基本的にはK1E1と同様のC4ISR機能の強化に重点が置かれる事となった。
2013年12月20日、K1A2試改修車両が軍に納品。
2014年から2015年にかけ第1ロット100両の改修を実施し韓国陸軍への配備を開始。
2022年1月27日に第3ロット改修をもって事業終了、最終納品は2023年となる。
なお、K1A2開発において韓国陸軍は乗員用のエアコン（冷房装置）の搭載を要求していたものの、合同参謀本部は「費用対効果が低い」「戦術的な運用上問題がある」として却下した。しかしながらこれに対し、K2戦車やK277装甲指揮車にエアコンを搭載しながらK1A2に搭載しないのは二重基準であると韓国国内に批判の声が発生している。
K1E2の開発
K1戦車は1987年、K1A1戦車は2001年にそれぞれ戦力化された戦車であるが、北朝鮮の主力戦車の性能改善が進んでいる事に加えK2戦車の調達予定数が削減されている事から、K1戦車シリーズの長期運用に伴う問題が可視化しつつあり将来戦に備えた性能改善が必要とされた。このため、現代のネットワーク戦に対応するためのヴェトロニクス改良に重点を置き従来型のK1戦車及びK1A1戦車に敵味方識別装置や車体前後カメラ、C4Iシステムを搭載する改修を施し、それぞれK1E1及びK1A2として改修を実施した。しかしながら、1980年代を基本設計とするK1戦車では本来ヴェトロニクス以外の主要コンポーネントも改修が必須だったが、K1E1/A2改良では予算的問題からそれらが未着手であった。そのため、装甲の強化や照準装置の換装等の近代改修を実施する事となった。
また、2020年、K1/K1E1初期購入型445両に装備されているヒューズ社（現レイセオン社）製GPSS砲手潜望鏡が老朽化により故障が頻発しており、特に38度線を介して北朝鮮と隣接する陸軍第2師団の保有するK1/K1E1の約30％の砲手潜望鏡が故障状態であることが明らかになった。ヒューズ社製GPSSは2016年に製造終了しており、修理も困難な状態であるため、ヒューズ社製GPSSを搭載している初期ロットのK1/K1E1に対する砲手潜望鏡の換装も急遽必要な事態となった。
このため2021年12月28日、防衛事業庁はハンファ・システムと約60億ウォンでK1/K1E1用の新型砲手潜望鏡開発契約を締結した。新砲手潜望鏡はK2戦車用砲手潜望鏡相当品であり、2025年より供給開始を予定する
K1/K1E1の第3次オーバーホールが実施される2024年よりK1E2への近代化改修を実施予定
K1A3の開発
2020年3月、韓国国防部はK1A2のさらなる能力向上に着手する事を発表
改良の焦点は大きく3つであり、「昼夜における状況認識能力の向上」、「新型対戦車ミサイルの脅威に対する乗員保護能力の向上」、「パワーパックの出力増大」となる。
2022年9月、2022 DX KOREAにおいてSTXエンジン社は1360馬力のK1A3用新型エンジンSMV1360を発表した。

## 不具合及び事故情報
トランスミッション問題
2011年6月、知識経済部（省に相当）傘下の韓国機械研究院は、HYUNDAI TRANSYS社（旧Hyundai Dymos社）がライセンス生産するZF製SLG 3000トランスミッションに重大な欠陥があるとの結論を出し、これを防衛事業庁と監査院に通報、K1A1の製造が一時中止する事態が発生した。韓国機械研究院は検査の過程でK1A1戦車が走行中、左右に移動すると戦車に衝撃が起こるという問題が度々発生することを確認しており、同研究院はこの問題の原因が変速機の操行方向にあると結論づけたとのこと。
韓国機械研究院は監査院資料を基にK1系列戦車が走行距離1000km未満で15台、1000～3000kmで60台、3000～5000kmで56台、5000～7000kmで43台、7000km以上で15台が故障したと分析、「操舵耐久基礎試験中に出力右ベアリングとファンハウジングが破損した」「変速機自体の設計に欠陥がある」との結論を発表した。これにより、韓国国防部はこれまで「変速機に問題があることが明らかになれば、全てをリコール（回収・修理）する」という条件で戦車を配備し続けてきたため、全車リコールの可能性が浮上する事態となった。
これに対し、HYUNDAI TRANSYS社（旧Hyundai Dymos社）は「走行距離の計算が間違っており、25年間ファンハウジングの破損は一切発生しなかった」とし「韓国機械研究院が実施した耐久試験は戦車用エンジンとは異なるモータで試験するなど試験方法に問題があり、試験結果を受け入れられない」と反発、防衛事業庁は「野戦整備などで解決できる程度のもので、変速機を全てリコールする必要はない」との判断を示した
韓国機械研究院の報告書によれば、一連の故障等の問題はLSG 3000トランスミッションの導入に際し信頼性を検証する手続きなしに採用したためであり、イタリア軍がアリエテ戦車で採用した同名トランスミッションは、韓国での導入後10年をかけて構造、機能、形状が根本的に修正されたものであるとの主張がなされた。
防衛事業庁は一連の事態に対し、運用中のK1A1全体に対して陸軍主管で稼動試験した結果、稼働率は97.8％であり、韓国機械研究院が主張する変速機によって発生した故障は、2011年までの過去10年間、運用中の戦車で発生していないとの調査結果を発表した。
砲身破裂事故
K1戦車は、1985年（試作品）1回、1987年（初期量産）2回、1991年、1994年、2002年各1回、2009年2回、2010年1回の合計9回の砲身破裂事故を発生させている。
原因については砲身内への異物侵入が7件、砲内部に砲身を拭く布が残留していたのが1件、2010年の1件は2010年時点で調査中となる
エンジン火災事故
2009年9月、10月及び2010年6月18日に3回の油漏れによるエンジン火災事故が発生
火災はエンジンと燃料タンクとの間に位置するカップリング装置の継ぎ目から油漏れが発生した事によるもので、韓国国産品と輸入品の規格が異なる部品間が上手くかみ合っていなかったことによるもの。これにより同部品について輸入品と国内製造品の混用禁止措置が採られた。
火災検知器の誤作動
2011年6月に実施された砲撃演習中、第30師団所属のK1A1戦車が左側に砲を旋回したところ、火災検知器のセンサーが誤作動し、火災消火用のハロンガスが自動的に車内に放出される事故が発生した。国防部が調査したところ、2010年12月30日以降、装備する火災検知器をアメリカ製のものから韓国製のものに変更したが、その際に炎の探知距離を米軍規格よりも長くしたことによりセンサー感度が鋭敏になった。そのため砲塔を左側に旋回して射撃すると火災検知器のセンサーが誤作動することが判明した。2011年8月、K1A1のうち97両が自動消火器の不具合でリコールされた。

## 派生型

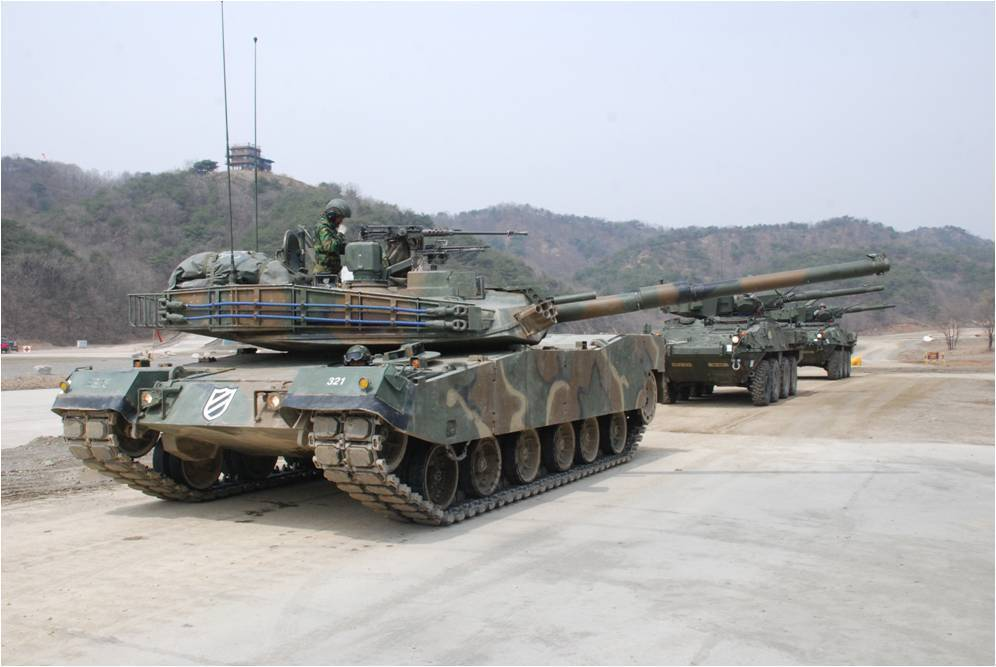
105㎜ライフル砲及びVS-580車長潜望鏡を装着しているK1

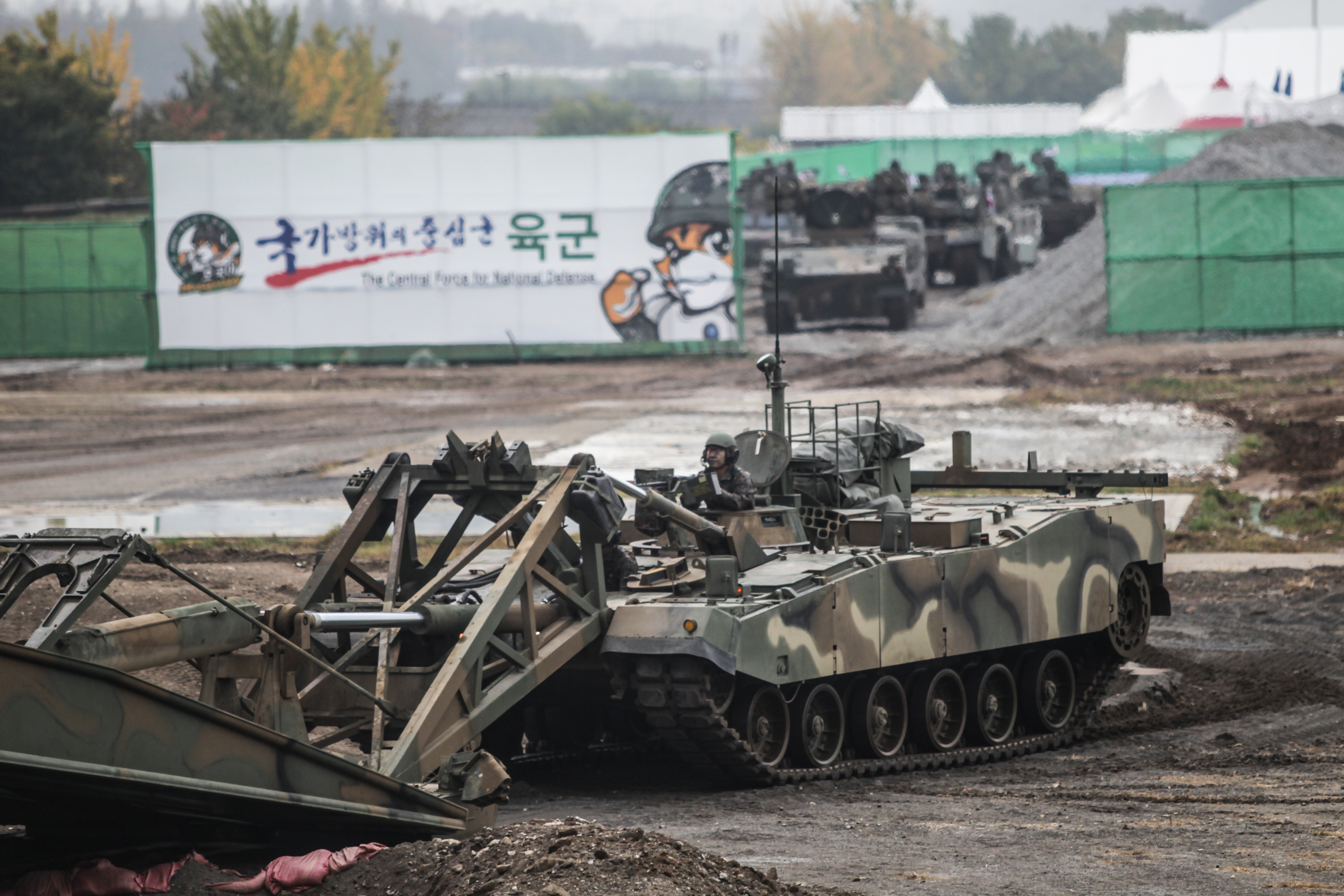
K1 AVLB、橋部ユニットを下ろした場面

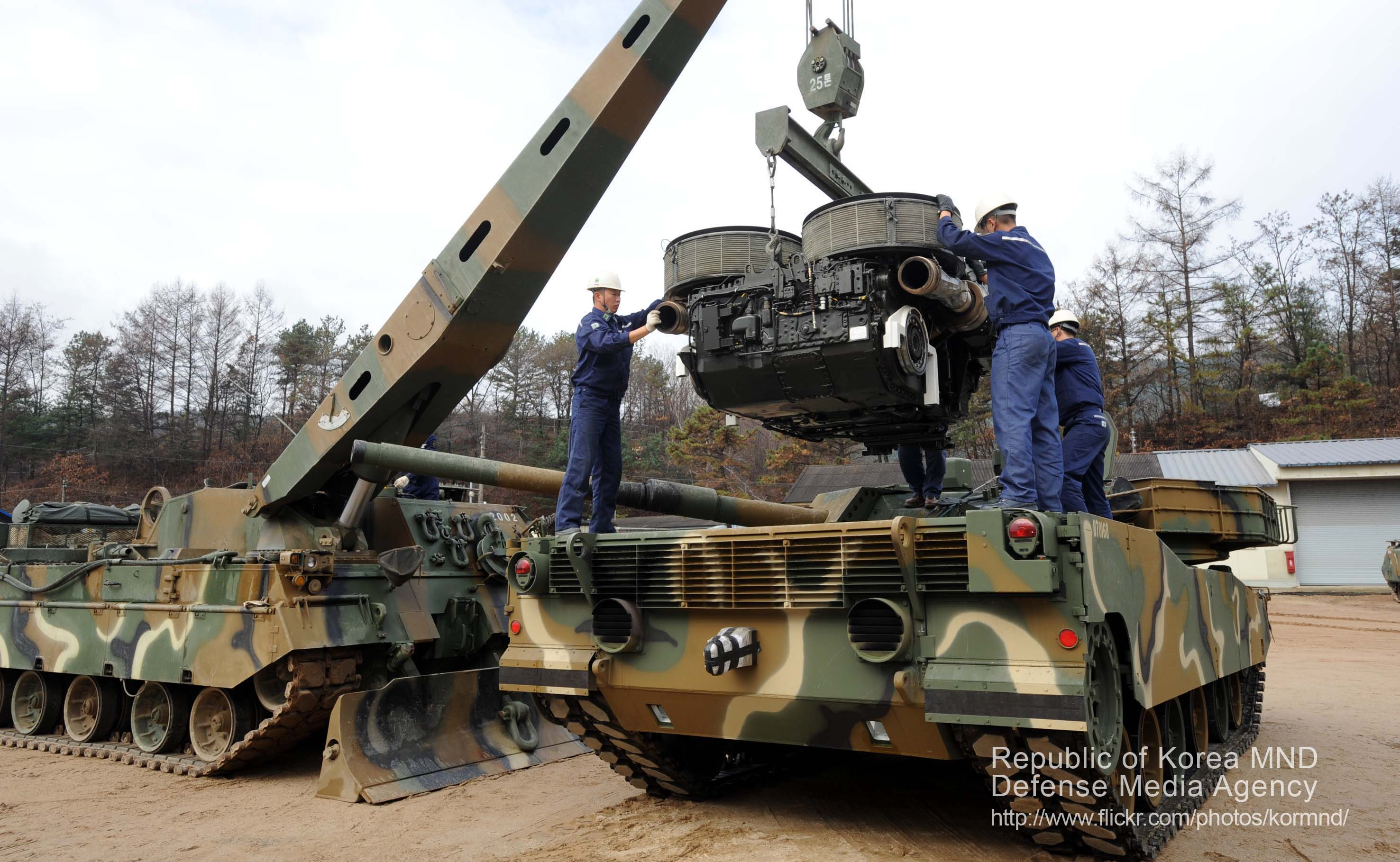
パワーパック交換を行うK1 ARV（左）

K1
合計生産数1027両
K68 51口径105mmライフル砲、M1ベースのSAP特殊装甲、仏SFIM製VS-580車長潜望鏡、米ヒューズ製GPSS/TI社製GPTTS砲手潜望鏡を備えたシリーズ原型モデル
2014年以降K1E1へと順次近代化改修を実施し、2026年までに全車改良完了を予定している。
K1A1

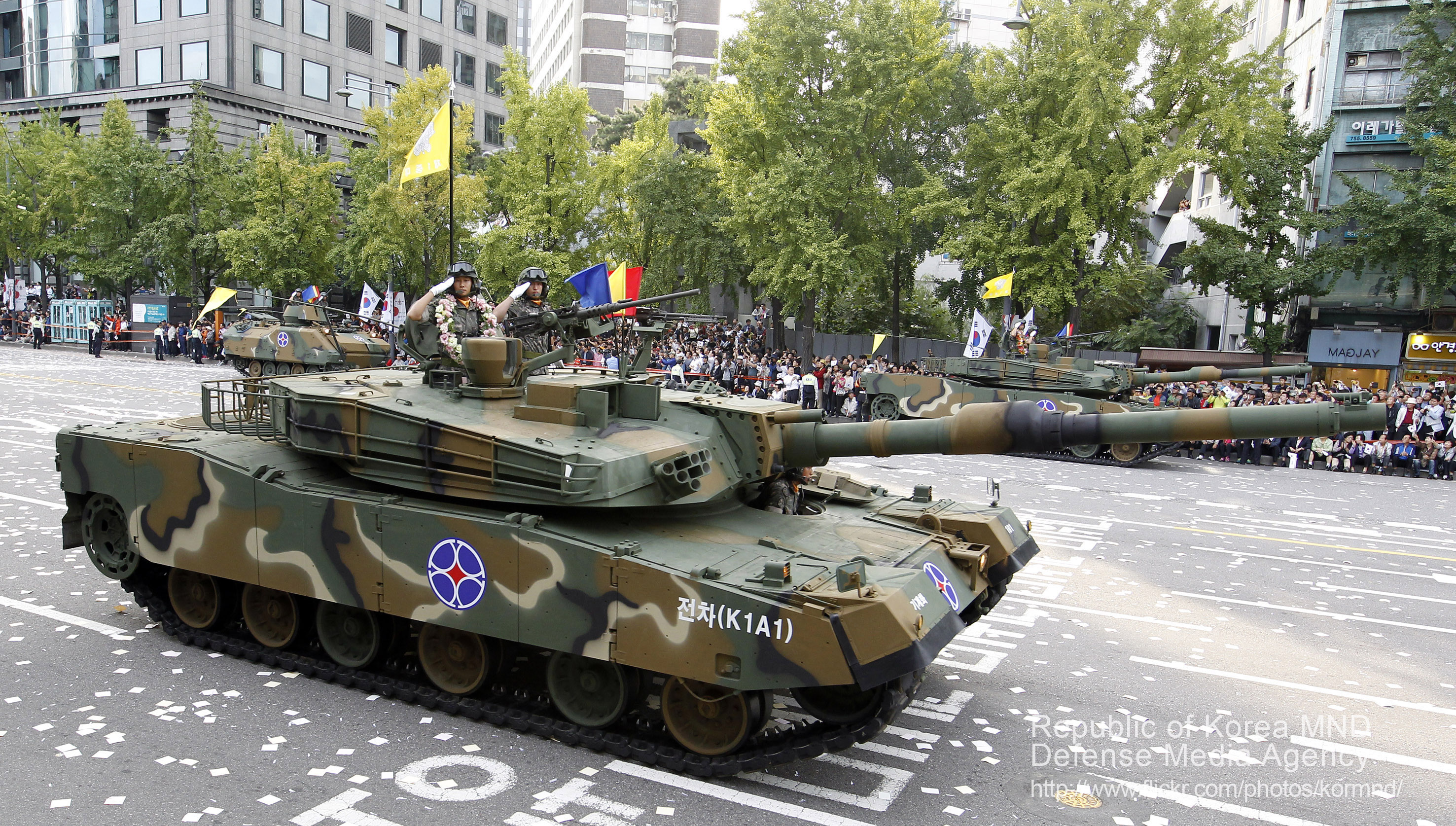
K1A1戦車、120㎜L44砲を備え、車長用潜望鏡がお椀型のKCPSとなっている。

K1改良型であり、新規製造で484両生産された。K1からの改良内容は主に以下の通り
- 主砲を105㎜ライフル砲から120㎜L44滑腔砲に換装し、装甲貫通力と射程を延伸
- 主装甲をSamyang Comtech社が開発したSTEEL/AL/Ceramicで構成されるKSAP特殊装甲に換装[27]
- 車長・砲手用照準装置を夜間暗視能力を持つSAMSUNG THALES製KCPS車長潜望鏡[16]、KGPS砲手潜望鏡に換装[20][13]、昼夜間のハンター・キラー能力を獲得
- 砲手潜望鏡に内蔵されるレーザー測距器について、失明の恐れのあるNd-YAGレーザー方式からアイセーフ方式のラマンレーザーを開発・採用[13]
- FCSを120㎜弾の特性に対応したSAMSUNG THALES製KBCSに換装[21]、K1の16bitから32bitに処理能力を向上
- 砲塔ベアリングの改良により、浸水時の密閉性を向上するとともに、旋回性能を向上
- エンジンルームの熱センサーを含む消火システムの改良により乗員の生存性を向上
- パッド交換式履帯の採用により、メンテナンス性を向上

2023年、K1A2への近代化改修が完了
K1E1
2014年以降のオーバーホール時期に達したK1戦車を近代化改修したものであり、改修内容は以下の通り
- 車長用潜望鏡をKCPSA1へと換装[5]
- 砲口照合装置の装備
- 操縦手用FLIRの装備
- 前・後方監視カメラの搭載
- C4Iシステムの搭載（敵味方識別装置、自己位置共有機能、敵目標共有機能等）

上記に伴うGPSアンテナ、戦術コンピュータ、信号処理機、砲塔回路開閉器、乗員用ディスプレイ搭載など
K1A2
オーバーホール時期に達したK1A1を近代化改修したものであり、改修内容は下記の通り
- C4Iシステムの搭載（敵味方識別装置、自己位置共有機能、敵目標共有機能等）
- 前・後方監視カメラの搭載

上記に伴う衛星通信アンテナ、戦術コンピュータ、信号処理機、砲塔回路開閉器、乗員用ディスプレイ搭載など
2019年時点で150両のK1A1がオーバーホールを受けており、K1A1全車のK1A2への改修は2022年まで実施された
K1E2
K1E1に対し、2024年からのオーバーホールに併せて実施予定である下記の近代化改修
- 前面部複合装甲の換装による装甲防護力の強化[注 15]
- RWSの装備
- 車内陽圧/空調システム方式の冷房機能付きNBC防護装置の搭載
- パワーパックの出力増大[注 16]及びサスペンションの能力向上[注 17]
- APUの搭載
- 操縦手用FLIRの装備[注 18]
- 砲手用潜望鏡の換装[22][注 19]

K1A3
2020年3月に発表されたK1A2のさらなるアップグレード計画、予定される改修内容は以下の通り。
- 状況認識システム（SAS,Situation Awareness System）の搭載[注 20]
- 操縦手用FLIRの装備
- 前面部複合装甲の換装による装甲防護力の強化
- アクティブ防護システムの搭載
- 車内陽圧/空調システム方式の冷房機能付きNBC防護装置の搭載
- 1360hpのSTXengine社製SMV1360エンジン搭載によるパワーパックの出力増大[54][55]
- サスペンションの能力向上[注 21]
- APUの搭載
- RWSの装備

K1M
マレーシア向け輸出仕様、不採用
密林の多いマレーシアの国情に適合するため積載砲弾数を47発から41発に減少させ重量を51.1トンから47.9トンに削減するとともに、「レーザー距離測定器」及び「NBC防護用陽圧装置（エアコン機能付き）」を搭載
K1架橋戦車（AVLB）
K1戦車をベースとした架橋戦車、1995年就役
1989年初頭、韓国はイギリスのヴィッカース社（現在のBAEシステムズ社）へ戦車橋（AVLB）システムと搭載する橋部分の試作品の設計・製作依頼を発注、戦車橋及びその設置システムは現在のBAEシステムズのニューカッスル・アポン・タイン工場で製造されたのち韓国へ移送され、1990年に韓国現在ロテム社が設計・製造したK1 MBTをベースにした車体部に装着され試験が実施された。
開発された戦車橋はチーフテンAVLBに類似した折り畳み式の橋を装備するものであり、22mの橋部をもって最大20.5mの穴を通過する事が可能な設計となっている。
1993年末、韓国は現BAEシステムズ社にK1 AVLB用の戦車橋部を供給する2300万ポンドの契約を締結、この契約は8つの橋部と41コの設置システム部を英国で製造し、現代ロテムがK1 AVLBの車体に搭載する内容になっている。最終的に、韓国ではK1 AVLBが56両配備するため、残りの橋部と設置システム部はライセンス契約に基づき韓国で製造された。
戦車橋は設置所要は3分、回収に10分であり、最大の設置可能高度差は2.4mとなる。
K1 AVLBの総重量は53.7トン（内橋部の重量12.9トン）、走行時のサイズは長さ12.56m×幅4.0m×高さ4.0m橋自体の重量は12.9トン。重量制限はMLC66クラスとなる。
K1 AVLBには乗員用のエアコンやヒーターが搭載されておらず、夏季は兎も角、冬季は非常に厳しいとの乗員の声がある。
K1回収戦車（ARV）
K1戦車をベースとし、クレーンとドーザーを装備した回収戦車であり、1993年就役
1988年から1992年にかけ、ドイツのクルップ社（現ラインメタル）との共同開発により開発
K600戦闘工兵車
2019年就役の戦闘工兵車
K1A1/A2の車体部分を使用し、車体前面に大型ドーザーと障害通過口位置表示装置などが装備されている。
地雷、落石、バリケードを除去する事が可能であり、地雷除去用のプラウや磁気地雷の無力化装置による地雷処理能力を有している。

## 輸出
不採用
 マレーシア 
1997年、マレーシアにおいて210両7億3000万ドル規模の新戦車導入事業が開始、候補機種は韓国のK1派生型K1M、ポーランドのPT-91、ウクライナのT-84
「アジアナイズされた実質的なアメリカ戦車」であるとして高い評価を得たものの、マレーシアは、主として価格的理由によりポーランドのPT-91を選定した。

## 登場作品

### 漫画
『第2次朝鮮戦争 ユギオII』
小林源文の漫画。韓国軍の戦車としてK1が登場。韓国に侵攻してきた朝鮮人民軍の戦車と交戦する。このうち1台を佐藤三佐が北朝鮮戦車と勘違いし、北朝鮮兵士から奪ったRPG-7で誤射してしまう。